# Jets Bolzano
I Jets Bolzano sono stati una squadra di football americano della città di Bolzano.

Giorgio Faggionato, pioniere e colonna dei Jets.

## Dettaglio stagioni

### Tornei nazionali

#### Campionato

##### Serie A/A1
| Stagione | regular season | regular season | regular season | regular season | regular season | regular season | playoff | playoff | playoff      | playoff | playoff | playoff          | playoff          |
|          | Vin            | Par            | Per            | width=30!Tot   | PF             | PS             | Vin     | Per     | width=30!Tot | PF      | PS      | risultato        | avversaria       |
| -------- | -------------- | -------------- | -------------- | -------------- | -------------- | -------------- | ------- | ------- | ------------ | ------- | ------- | ---------------- | ---------------- |
| 1983     | 1              | 1              | 8              | 10             | 28             | 242            | -       | -       | -            | -       | -       | -                | -                |
| 1984     | 5              | 1              | 4              | 10             | 127            | 153            | -       | -       | -            | -       | -       | -                | -                |
| 1985     | 10             | 0              | 2              | 12             | 214            | 48             | 0       | 1       | 1            | 0       | 7       | Quarti di finale | Doves Bologna    |
| 1986     | 8              | 0              | 2              | 10             | 332            | 53             | 2       | 1       | 3            | 78      | 78      | Semifinale       | Warriors Bologna |
| 1987     | 10             | 0              | 2              | 12             | 353            | 128            | 1       | 1       | 2            | 56      | 22      | Quarti di finale | Frogs Legnano    |
| 1988     | 6              | 0              | 6              | 12             | 262            | 220            | 2       | 1       | 3            | 82      | 44      | Quarti di finale | Frogs Legnano    |
| 1989     | 4              | 1              | 7              | 12             | 172            | 185            | -       | -       | -            | -       | -       | -                | -                |
| 1990     | 7              | 0              | 5              | 12             | 321            | 299            | 1       | 1       | 2            | 88      | 85      | Semifinale       | Frogs Legnano    |
| 1991     | 3              | 0              | 6              | 9              | 208            | 234            | -       | -       | -            | -       | -       | -                | -                |
| 1992     | 3              | 0              | 9              | 12             | 137            | 262            | -       | -       | -            | -       | -       | -                | -                |
| Totale   | 57             | 3              | 51             | 111            | 2154           | 1844           | 6       | 5       | 11           | 304     | 236     |                  |                  |

Fonte: Enciclopedia del Football - A cura di Roberto Mezzetti.

##### Serie A2/Silver League
| Stagione | regular season | regular season | regular season | regular season | regular season | regular season | playoff | playoff | playoff      | playoff | playoff | playoff    | playoff             |
|          | Vin            | Par            | Per            | width=30!Tot   | PF             | PS             | Vin     | Per     | width=30!Tot | PF      | PS      | risultato  | avversaria          |
| -------- | -------------- | -------------- | -------------- | -------------- | -------------- | -------------- | ------- | ------- | ------------ | ------- | ------- | ---------- | ------------------- |
| 1993     | 8              | 0              | 2              | 10             | 278            | 169            | 2       | 1       | 3            | 84      | 36      | Silverbowl | Blackhawks Cernusco |
| 1994     | 1              | 0              | 7              | 8              | 63             | 164            | -       | -       | -            | -       | -       | -          | -                   |
| 1995     | 3              | 0              | 5              | 8              | 38             | 101            | -       | -       | -            | -       | -       | -          |                     |
| Totale   | 12             | 0              | 14             | 26             | 379            | 434            | 2       | 1       | 3            | 84      | 36      |            |                     |

Fonte: Enciclopedia del Football - A cura di Roberto Mezzetti.

#### Altri tornei
| Stagione   | regular season | regular season | regular season | regular season | regular season | regular season | playoff | playoff | playoff      | playoff | playoff | playoff   | playoff    |
|            | Vin            | Par            | Per            | width=30!Tot   | PF             | PS             | Vin     | Per     | width=30!Tot | PF      | PS      | risultato | avversaria |
| ---------- | -------------- | -------------- | -------------- | -------------- | -------------- | -------------- | ------- | ------- | ------------ | ------- | ------- | --------- | ---------- |
| TLBVA 1995 | ?              | ?              | ?              | ?              | ?              | ?              | ?       | ?       | ?            | ?       | ?       | ?         | ?          |
| Totale     | ?              | ?              | ?              | ?              | ?              | ?              | ?       | ?       | ?            | ?       | ?       |           |            |

Fonte: Enciclopedia del Football - A cura di Roberto Mezzetti.

### Tornei giovanili

#### Under-21
| Stagione | regular season | regular season | regular season | regular season | regular season | regular season | playoff | playoff | playoff      | playoff | playoff | playoff   | playoff    |
|          | Vin            | Par            | Per            | width=30!Tot   | PF             | PS             | Vin     | Per     | width=30!Tot | PF      | PS      | risultato | avversaria |
| -------- | -------------- | -------------- | -------------- | -------------- | -------------- | -------------- | ------- | ------- | ------------ | ------- | ------- | --------- | ---------- |
| 1990     | ?              | ?              | ?              | ?              | ?              | ?              | ?       | ?       | ?            | ?       | ?       | ?         | ?          |
| 1991     | ?              | ?              | ?              | ?              | ?              | ?              | -       | -       | -            | -       | -       | -         | -          |
| 1992     | ?              | ?              | ?              | ?              | ?              | ?              | -       | -       | -            | -       | -       | -         | -          |
| Totale   | 1?             | ?              | ?              | ?              | ?              | ?              | ?       | ?       | ?            | ?       | ?       |           |            |

Fonte: Enciclopedia del Football - A cura di Roberto Mezzetti

#### Under-20
| Stagione | regular season | regular season | regular season | regular season | regular season | regular season | playoff | playoff | playoff      | playoff | playoff | playoff          | playoff          |
|          | Vin            | Par            | Per            | width=30!Tot   | PF             | PS             | Vin     | Per     | width=30!Tot | PF      | PS      | risultato        | avversaria       |
| -------- | -------------- | -------------- | -------------- | -------------- | -------------- | -------------- | ------- | ------- | ------------ | ------- | ------- | ---------------- | ---------------- |
| 1985     | 0              | 0              | 4              | 4              | 46             | 108            | -       | -       | -            | -       | -       | -                | -                |
| 1987     | 2              | 0              | 3              | 5              | 60             | 33             | -       | -       | -            | -       | -       | -                | -                |
| 1989     | 2              | 0              | 3              | 5              | 65             | 80             | 0       | 1       | 1            | 25      | 27      | Ottavi di finale | Warriors Bologna |
| 1995     | 6              | 0              | 0              | 6              | 168            | 32             | 1       | 1       | 2            | 44      | 16      | Semifinale       | Phoenix Bologna  |
| Totale   | 10             | 0              | 10             | 20             | 339            | 253            | 1       | 2       | 3            | 69      | 43      |                  |                  |

Fonte: Enciclopedia del Football - A cura di Roberto Mezzetti

### Riepilogo fasi finali disputate
| Anno | Luogo                 | Evento     | Fase del torneo  | Incontro                           | Risultato |
| 1985 | Bolzano               | Superbowl  | Quarti di finale | Jets Bolzano - Doves Bologna       | 0 - 7     |
| 1986 | Bologna               | Superbowl  | Semifinale       | Warriors Bologna - Jets Bolzano    | 42 - 13   |
| 1987 | Legnano               | Superbowl  | Quarti di finale | Frogs Legnano - Jets Bolzano       | 15 - 14   |
| 1988 | Legnano               | Superbowl  | Quarti di finale | Frogs Legnano - Jets Bolzano       | 28 - 0    |
| 1989 | Bologna               | Youngbowl  | Ottavi di finale | Warriors Bologna - Jets Bolzano    | 27 - 25   |
| 1990 | ?                     | Superbowl  | Semifinale       | Frogs Legnano - Jets Bolzano       | 42 - 27   |
| 1993 | Cernusco sul Naviglio | Silverbowl | Finale           | Blackhawks Cernusco - Jets Bolzano | 36 - 30   |
| 1995 | ?                     | Youngbowl  | Semifinale       | Jets Bolzano - Phoenix Bologna     | 12 - 16   |